# 中加積村
中加積村（なかかづみむら）は、かつて富山県中新川郡にあった村。

## 沿革
- 1889年（明治22年）4月1日 - 町村制の施行により、上新川郡高柳村、赤浜村、大坪新村、堀江村、常光寺村、小林村、平塚新村、平塚村、柴村、安田村、寺町村、森尻新村、大坪村、有山新村及び安田新村の区域をもって、上新川郡中加積村が発足する。
- 1896年（明治29年）3月29日 - 郡制の施行のため、上新川郡の区域から分立して、中新川郡が発足により、中新川郡に所属となる。
- 1953年（昭和28年）11月1日 - 中新川郡滑川町、中加積村、西加積村、北加積村、東加積村、早月加積村及び浜加積村が合併して、中新川郡滑川町が発足する。赤浜にあった旧村役場は1960年まで出張所として使用された[3]。